# Leptophis santamartensis
Leptophis santamartensis är en ormart som beskrevs av Bernal-Carlo och Roze 1994. Leptophis santamartensis ingår i släktet Leptophis och familjen snokar. Inga underarter finns listade i Catalogue of Life.
Populationen som ursprungligen listades som art infogas av The Reptile Database och IUCN som synonym i Leptophis ahaetulla. Denna population förekommer i norra Colombia i bergstrakten Sierra Nevada de Santa Marta.